# نورتپورت، میشیگان
نورتپورت (به انگلیسی: Northport) یک روستا در ایالات متحده آمریکا است که در شهرستان لیلانو واقع شده‌است. نورتپورت ۴٫۲۷ کیلومتر مربع مساحت و ۵۲۶ نفر جمعیت دارد و ۱۸۵ متر بالاتر از سطح دریا قرار دارد.